# Intrapulmonal
Als intrapulmonal (von lat. intra „in“ und pulmo „Lunge“) bezeichnet man Dinge innerhalb der Lunge.
Auch für die Applikation von Medikamenten in die Lunge ist der Begriff gebräuchlich. Dies ist beispielsweise über eine Inhalation eines Aerosols möglich, wobei das Medikament meist nur bis in die Bronchien vordringt. Dieses Verfahren wird vor allem für lokal an den Bronchien wirksame Medikamente angewendet, z. B. bei Asthma. Eine intrapulmonale Injektion ist eine Applikationsform, die nur in absoluten Notfällen als Ersatz für eine intravenöse Injektion durchgeführt wird, wenn bei sehr niedrigem Blutdruck keine Vene mehr gefunden wird oder bei sehr kleinen Tieren. Hierzu wird eine Nadel durch den Thorax in die Lunge gestochen. Man nutzt dabei das hohe Resorptionsvermögen der Lunge, das eine schnelle Wirkung des Medikaments garantiert.